# Szürkefejű veréb
A szürkefejű veréb (Passer griseus) a madarak osztályának verébalakúak (Passeriformes)  rendjébe és a verébfélék (Passeridae) családjába tartozó faj.

## Rendszerezése
A fajt Louis Pierre Vieillot francia ornitológus írta le 1817-ben, a Fringilla nembe Fringilla grisea néven.

## Alfajai
- Passer griseus griseus (Vieillot, 1817) - Mauritánia és Szenegáltól keletre egészen Kamerun déli részéig, valamint Csád déli része, Gabon északi része és Egyenlítői-Guinea szárazföldi része és Bioko sziget
- Passer griseus laeneni (Niethammer, 1955) - Mali keleti részétől egy sávban keletre egészen Szudán nyugati részéig
- Passer griseus ugandae (Reichenow, 1904) - Eritrea, Etiópia északnyugati része, Szudán középső és keleti része, Dél-Szudán, a Kongói Demokratikus Köztársaság, Uganda, a Kongói Köztársaság, Gabon déli része, Angola, Namíbia északi része, Zambia, Zimbabwe északi része, Malawi déli része[2]

## Előfordulása
Angola, Benin, Bissau-Guinea, Botswana, Burkina Faso, Burundi, Csád, Dél-Szudán, Elefántcsontpart, Egyenlítői-Guinea, Eritrea, Etiópia, Gabon, Gambia, Ghána, Guinea, Kamerun, Kenya, a Kongói Köztársaság, a Kongói Demokratikus Köztársaság, a Közép-afrikai Köztársaság, Libéria, Malawi, Mali, Mauritánia, Niger, Nigéria, Ruanda, Szenegál, Sierra Leone, Szudán, Tanzánia, Togo, Uganda, Zambia és Zimbabwe területén honos.
Természetes élőhelyei a szubtrópusi vagy trópusi száraz erdők, füves puszták és cserjések, valamint szántóföldek, vidéki kertek és városi régiók. Állandó, nem vonuló faj.

## Megjelenése
Testhossza 15 centiméter, testtömege 18-43 gramm.
|  |

## Természetvédelmi helyzete
Az elterjedési területe rendkívül nagy, egyedszáma pedig stabil. A Természetvédelmi Világszövetség Vörös listáján nem fenyegetett fajként szerepel.